# Buquoyská hrobka (Nové Hrady)
Buquoyská hrobka je pohřebiště šlechtického rodu Buquoyů na východním konci hřbitova, založeného v roce 1810, v Nových Hradech v okrese České Budějovice. Hrobka byla postavena v novogotickém stylu v letech 1902–1904. Hrobka byla zbudována podle projektu pražského architekta Josefa Schulze, autora hlavní budovy Národního muzea v Praze. Stavbu provedl panský stavitel Karel Bůžek. Nechal ji vybudovat velkostatkář a politik hrabě Karel Bonaventura Buquoy-Longueval (1854–1911), jmenovec císařského generála a vítěze na Bílé hoře, kterému císař Ferdinand II. 6. února 1620 daroval konfiskovaná panství Nové Hrady, Rožmberk a Libějovice.
Hrobka byla prohlášena kulturní památkou a je zpřístupněna v rámci městských prohlídek.

## Exteriér

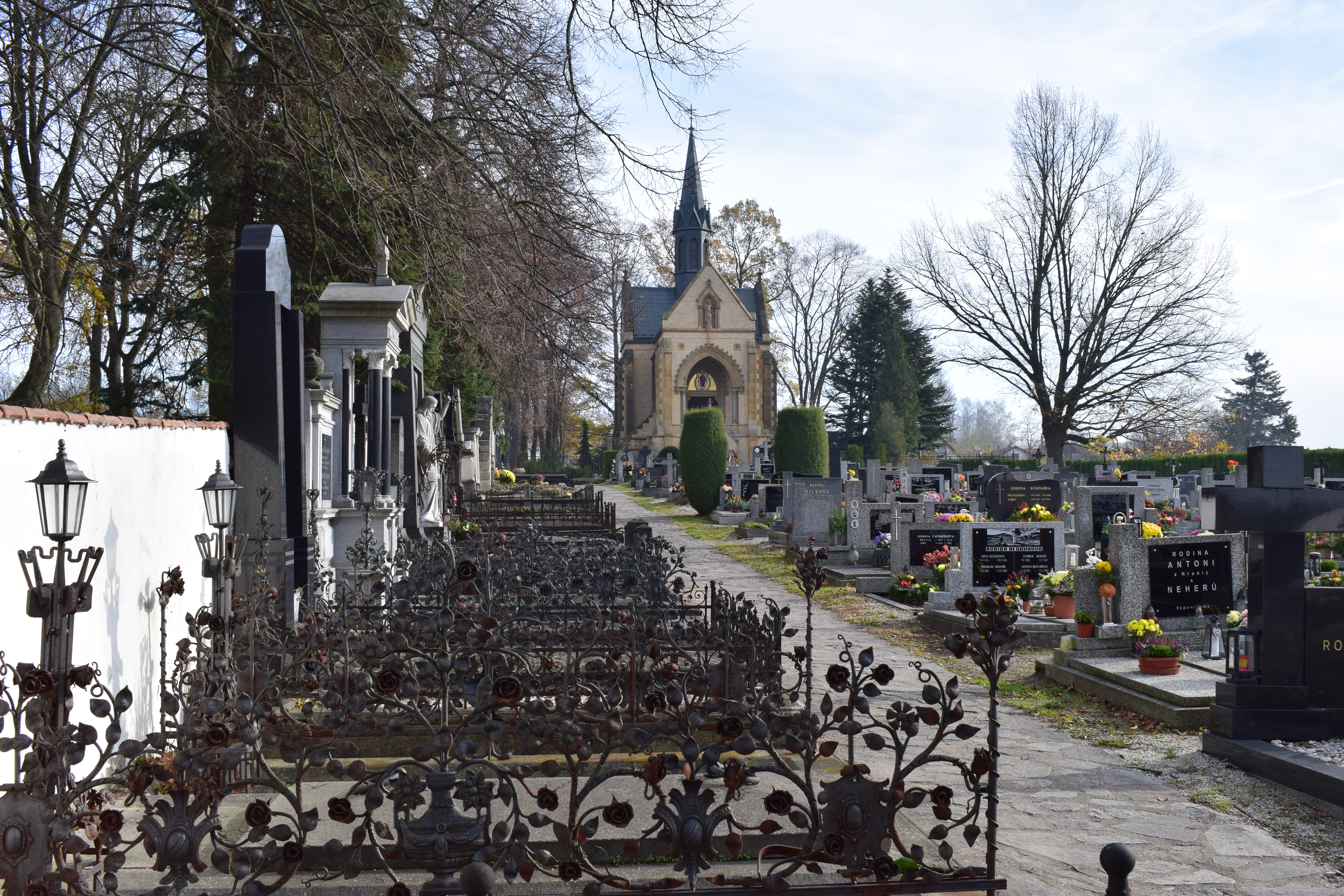

Buquoyská hrobka se nachází na třetím novohradském hřbitově při ulici Vitorazská. Hrobka připomíná Schwarzenberskou hrobku v Třeboni. Novohradská hrobka byla postavena na půdorysu kříže. Má dvě části – kryptu v přízemí a kapli v patře, která je přístupná po dvouramenném schodišti. Jedná se o orientovanou stavbu s pětibokým presbytářem, na jižní straně se šnekem do zvonice. Byla zbudována z režného cihelného zdiva, kamenná výzdoba je z pískovce, podezdívka a dříky sloupů ze žuly. Nad vchodem do zádušní kaple je umístěna rozměrná pozlacená mozaika zobrazující Pannu Marii Záblatskou. V publikacích i na internetu je chybně uváděno, že se jedná o mozaiku podle výtvarné předlohy Maxe Švabinského, avšak mozaiku vytvořil mnichovský umělec Luigi Solerti a předlohou byla Panna Marie Záblatská z kostela sv. Petra a Pavla v Nových Hradech. Panna Maria stojí na půlměsíci, obklopená zlatou září a korunována párem andělů. Nese na ruce Ježíška a oba drží růženec. Pod Pannou Marií se nachází dva erby, vlevo je erb Buquoyů a vpravo erb Rogendorfů. Obrázek Panny Marie Záblatské přivezl Karel Bonaventura Buquoy (1571–1621) z vítězné bitvy u Záblatí v roce 1619. V tympanonu portálu v přízemí je umístěn kamenný reliéf s buquoyským erbem neseným párem gryfů a rodovým heslem ve francouzštině DIEU ET MON ROI (Bohu a mému králi). Hrobka je v místě křížení hlavní a příčné lodi završena sanktusníkovou věžičkou se zvonicí.

## Interiér

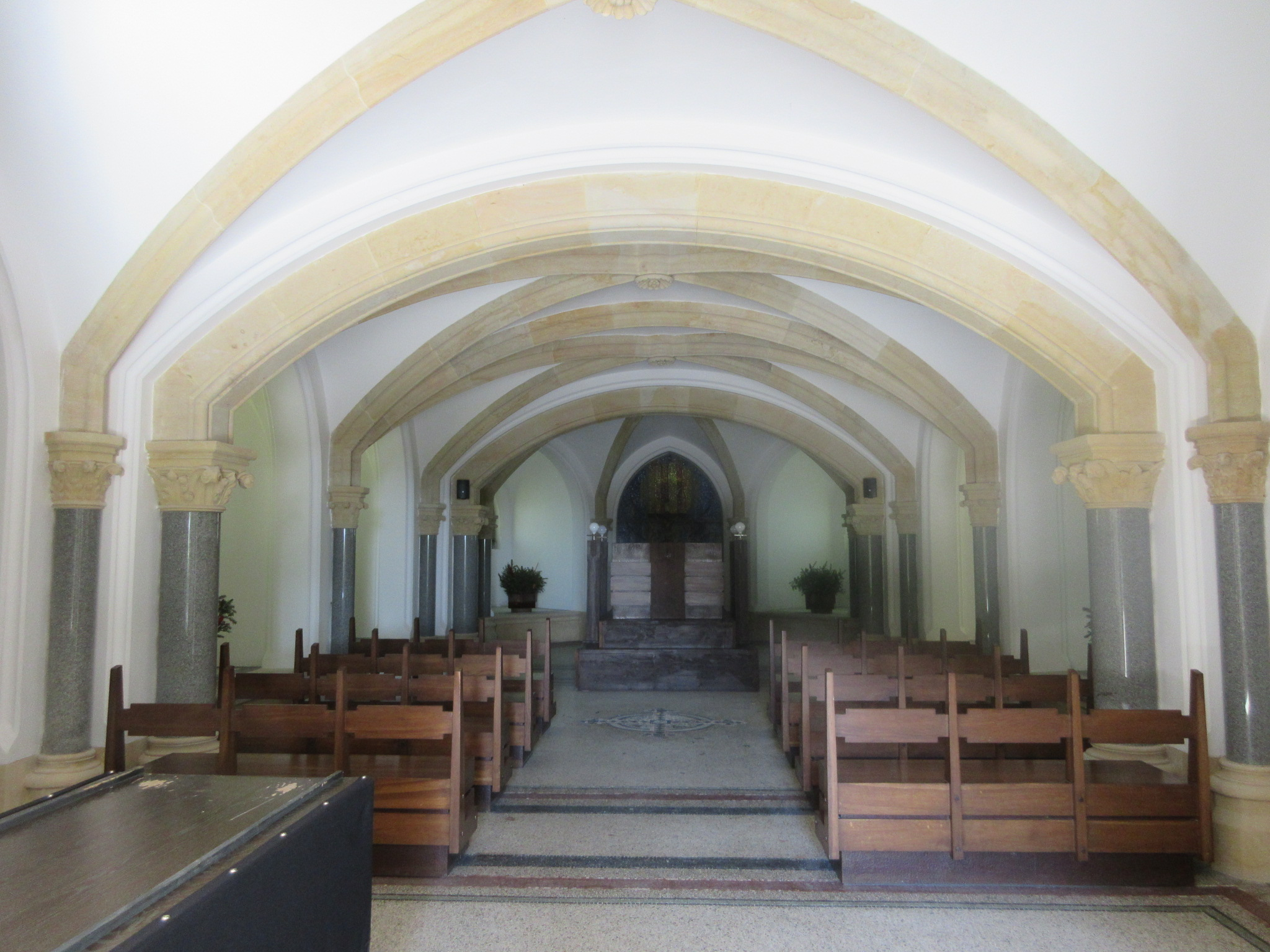
Spodní část hrobky – krypta (smuteční síň)

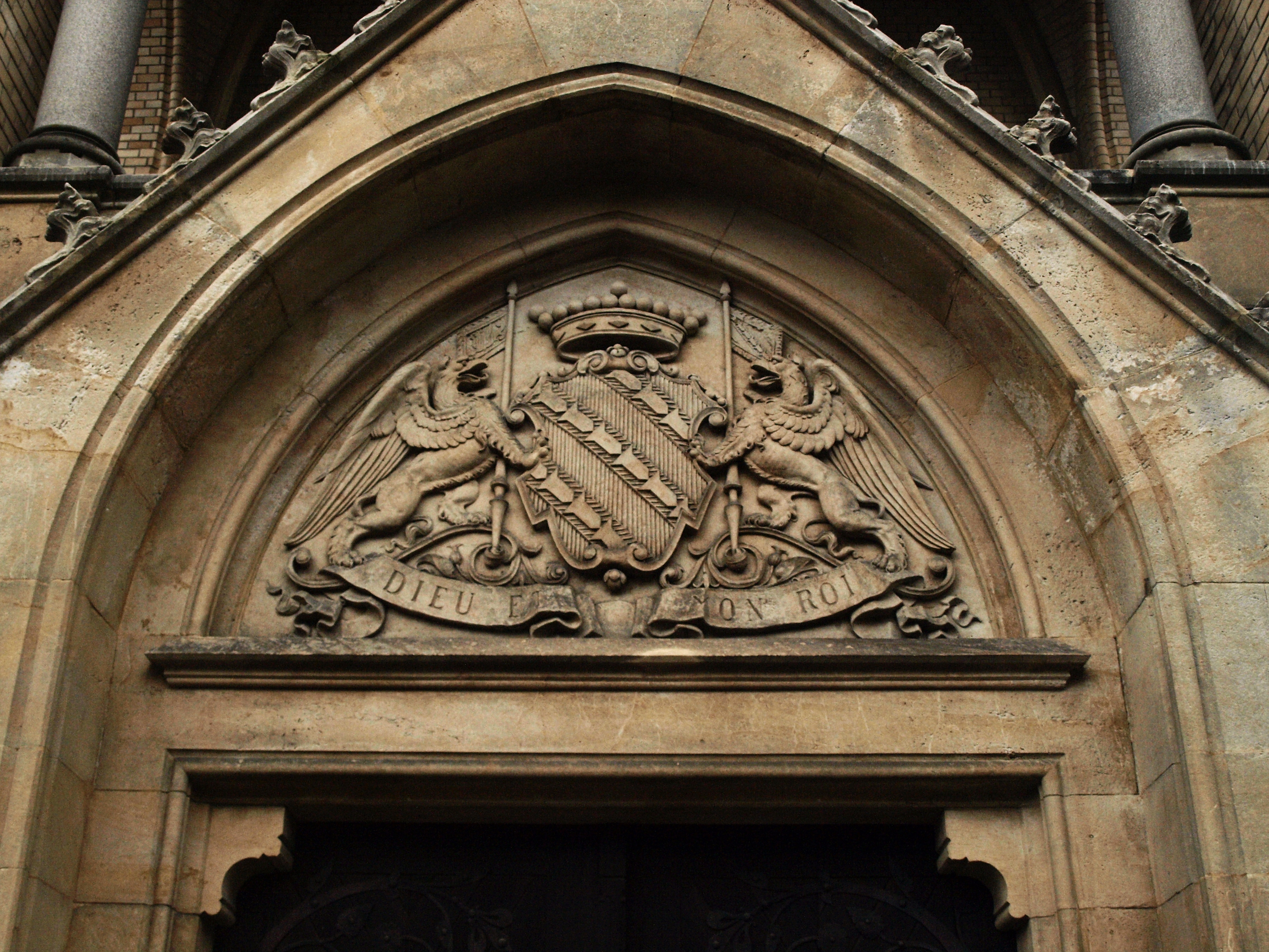
Erb nad vchodem do krypty

Hlavní loď má čtvercový půdorys, její klenba je hvězdicová s hruškovitě profilovanými žebry, boční lodě jsou sklenuty segmentově, presbytář je pětiboký, předsíň je sklenuta křížovou klenbou. Dubový oltář, který zhotovil řezbář L. Mráz v Praze, zdobí socha Piety. Uprostřed oltářní menzy jsou uloženy relikvie svaté Clemencie (Clemantiae) a svatého Horatia (Howrati). Dveře a lavice v kapli zhotovil z dubového dřeva novohradský truhlář V. Weltschek. Autorem vitráží a malířské výzdoby byl J. Žemlička z Českých Budějovic. V osmdesátých letech 20. století bylo z krypty do kaple přesunuto osm rakví. Nacházejí se po stranách, čtyři na každé straně. V kapli se slouží zádušní mše.
V kryptě je od osmdesátých let 20. století zřízena smuteční síň. Naproti vchodu v ose krypty je za katafalkem výklenek zdobený mozaikou, před kterou se nachází socha Ukřižovaného Krista. Poblíž vstupních dveří se v severní části nachází místnost původně určená pro obřadníka, v současnosti se využívá jako technická a skladovací prostora (uložení már). Naproti na jižní straně je místnost pro výstav rakve (márnice), chladírna a pro její chod nezbytná strojovna.

## Blízké okolí

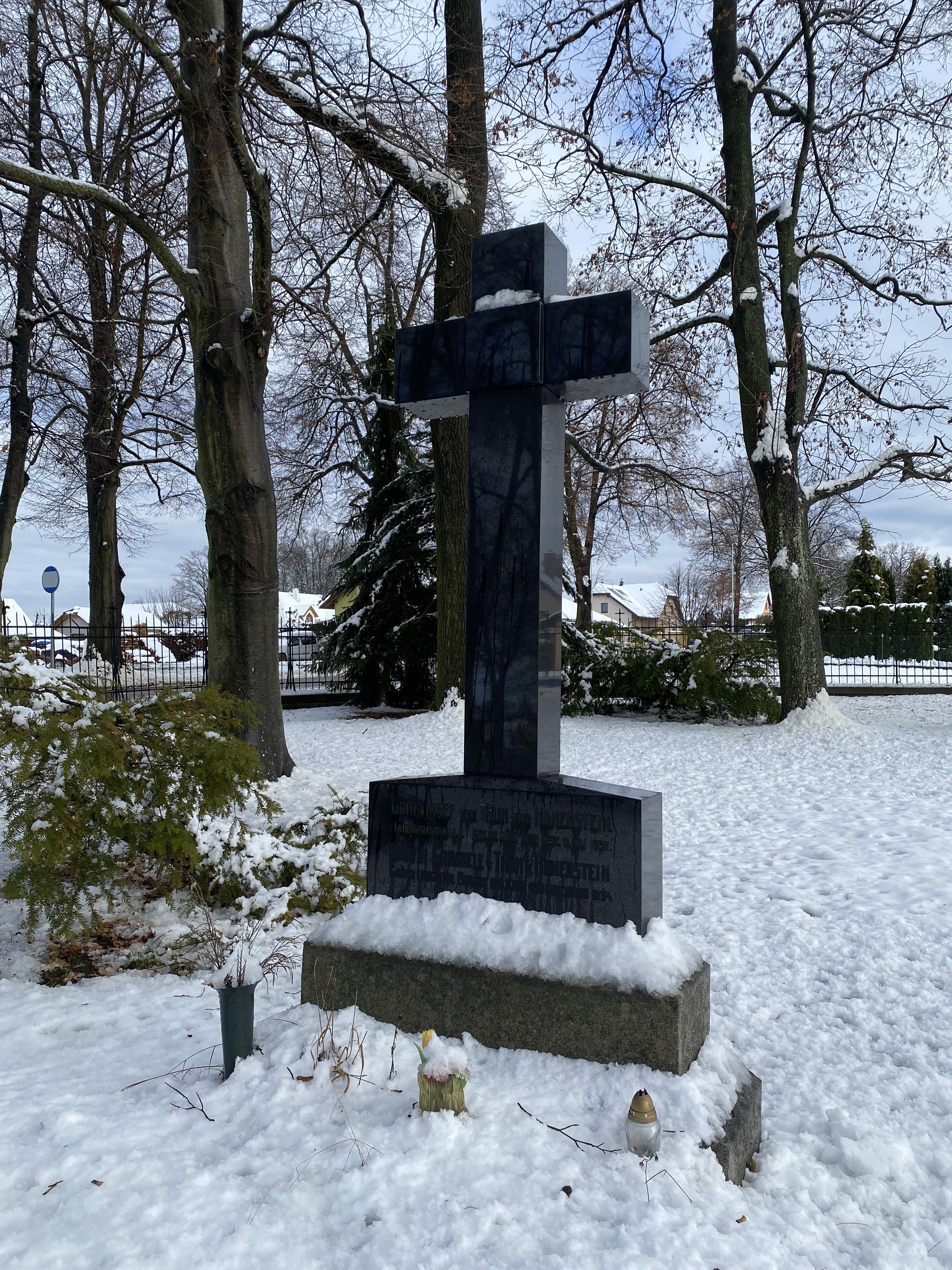
Hrob manželů Thun-Hohensteinových umístěný za hrobkou.

Za hrobkou je záhadný náhrobek Gabriely Thun-Hohenstein, rozené hraběnky Longueval-Buquoy a hraběte Josefa Filipa z Thun-Hohensteinu. Není spolehlivě objasněno, proč nebyli pohřbeni uvnitř hrobky. Na náhrobku je německý nápis:
 GRAF JOSEF VON THUN UND HOHENSTEIN 
 LANDESPRÄSIDENT A. D. GEB 27. MÄRZ 1856 GEST. 11. JULI 1932 
 GRÄFIN GABRIELE V. THUN U. HOHENSTEIN 
 GRÄFIN LONGUEVAL BUGUOY GEB. 11. NOV. 1859 GEST. 20. MAI 1934

Před hrobkou se nachází tři pomníky, které připomínají významné momenty Nových Hradů. Jeden je věnován padlým rudoarmějcům, kteří zemřeli při osvobozování města Nové Hrady v květnu 1945. Blízko něj se nachází pomník, který je zbudován pro všechny, kteří zemřeli za 2. světové války a také pro ty, kteří zemřeli poslední den války, tedy 8. května 1945.

VĚNOVÁNO PAMÁTCE
FRITZE SCHMOTZE, 

STAROSTY MĚSTA NOVÉ HRADY, 

FRANZE SCHATZLA, 

ŘEDITELE ZÁKLADNÍ ŠKOLY NOVÉ HRADY,

FRANZE PRETSCHNERA, 

ČLENA HASIČSKÉHO SOBUR NOVÉ HRADY,

KTEŘÍ BYLI ZAVRAŽDĚNI 

DNE 8. 5. 1945 

USTUPUJÍCÍ JÍDZNÍ JEDNOTKOU SS 

A PAMÁTCE DALŠÍCH OBĚTÍ 

2. SVĚTOVÉ VÁLKY

Poslední pomník je věnován obětem 1. světové války a zároveň má připomínat sté výročí vzniku Československé republiky v roce 1918.

## Seznam pochovaných

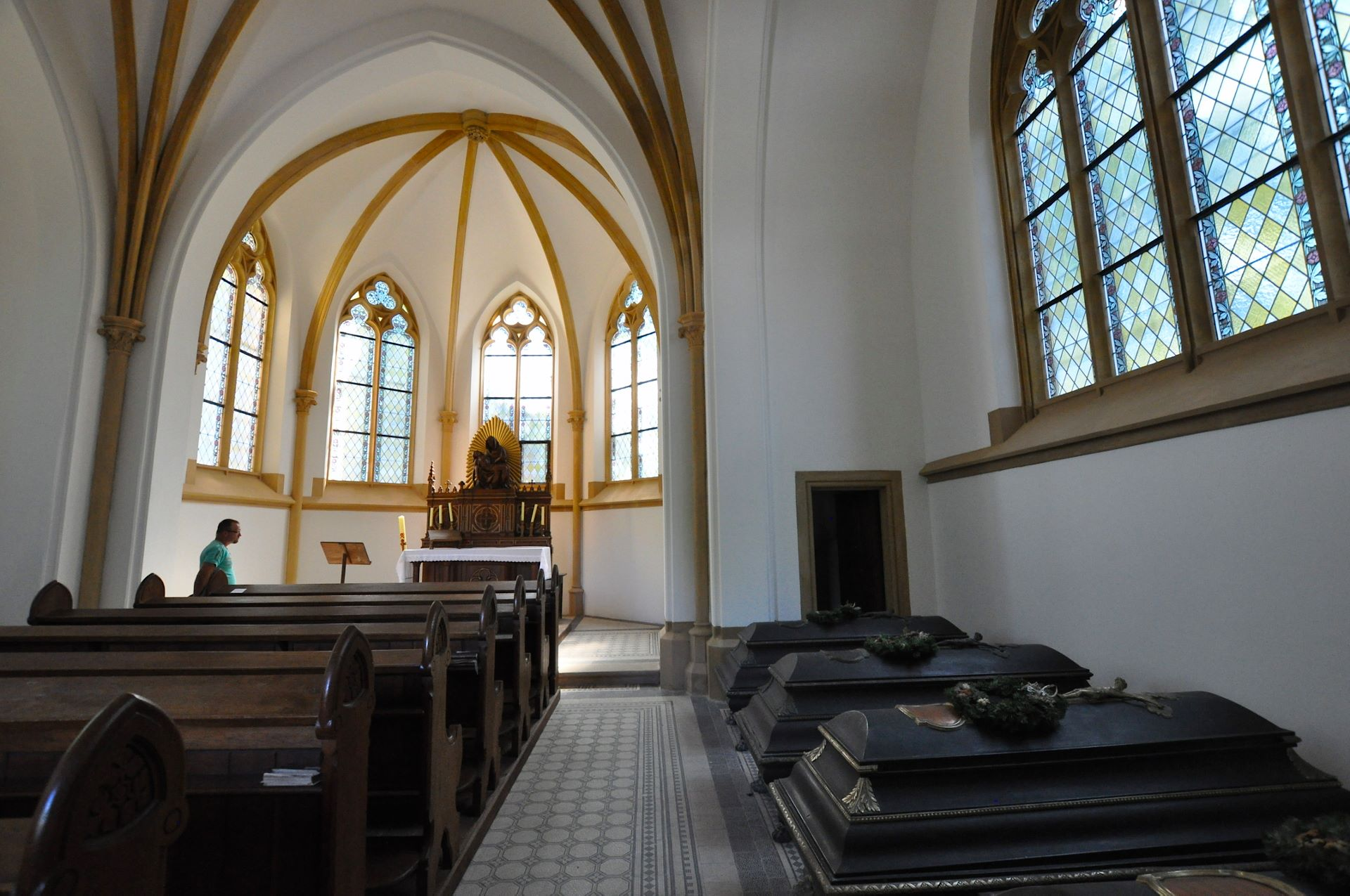
Horní část hrobky – kaple s rakvemi

Hrobka byla postavena pro 28 rakví, pochováno v ní však bylo jen osm příslušníků rodu Buquoyů (tři manželské páry) a jejich příbuzných (sourozenci z rodu Cappy). Další členové rodu zůstali uloženi v původní rodinné hrobce z roku 1648, kterou nechala zbudovat hraběnka Marie Magdalena di Biglia (1573–1653) v klášterním kostele sv. Petra a Pavla v Nových Hradech. Poslední majitel velkostatku, Karel Jiří (Karl Georg), 15. hrabě Buquoy, se pohřbu do hrobky nedočkal, po 2. světové válce byl obviněn z kolaborace s nacisty. Nejdříve měl být deportován do Německa, ale po tzv. Vítězném únoru byl komunistickým režimem v květnu 1948 odsouzen k vězení. Zemřel 17. května 1952 po věznění v Plzni-Borech ve vězeňské nemocnici na Mírově v Brně.
V kryptě se v jedné nice nachází kamenná deska se jménem Maria a s datem úmrtí 10. ledna 1929. Jedná se o Marii Buquoyovou, jež se narodila Karlu Buquoyovi, poslednímu majiteli velkostatku, a jeho manželce Marii Valerii Kinské z Vchynic a Tetova (1896–1963). Při porodu dítěte však došlo ke komplikacím s placentou a ještě téhož dne zemřela.

### Chronologicky podle data úmrtí
V tabulce jsou uvedeny základní informace o pohřbených. Fialově jsou vyznačeni příslušníci rodu Buquoyů, žlutě jsou vyznačeni manželé a manželky, pokud zde byli pohřbeni, nebo příbuzní z jiných rodů. Zeleně jsou vyznačeny osoby, jejichž ostatky sem byly přemístěny ze starších hrobek. Modře jsou vyznačeni manželé Thun-Hohensteinovi, kteří byli pohřbeni na hřbitově za hrobkou. Červeně jsou zvýrazněni majitelé statku Nové Hrady. První zmínky o pánech z Longueval pocházejí z konce 11. století. Zde jsou generace počítány až od Maxmiliána de Longueval (1537–1581), který byl španělským králem Filipem II. povýšem do hraběcího stavu a přijal jméno Buquoy. U manželek a manželů z jiných rodů je generace v závorce a odpovídá generaci chotě nebo choti. U sourozenců Filipa a Constance z Cappy není generace uvedena.
| Po-řa-dí | Gene-race               | Jméno pohřbeného                                             | Datum a místo narození                                                           | Otec | Datum a místo sňatku, choť                                                  | Pohřeb a uložení do hrobky | Poznámky |
| Po-řa-dí | Gene-race               | Jméno pohřbeného                                             | Datum a místo úmrtí                                                              | Matka | Datum a místo sňatku, choť                                                  | Pohřeb a uložení do hrobky | Poznámky |
| -------- | ----------------------- | ------------------------------------------------------------ | -------------------------------------------------------------------------------- | --- | --------------------------------------------------------------------------- | --- | --- |
| 1.       | 9.                      | Jiří Jan Jindřich Buquoy-Longueval                           | 2. 8. 1814 Červený Hrádek                                                        | Jiří František August Buquoy-Longueval 7. 9. 1781 Brusel – 19. 4. 1851 Praha                                      | 30. 5. 1847 Praha: Žofie Tereza z Oettingen-Wallersteinu (č. 2)             | Pohřben 9. 9. 1882 českobudějovickým biskupem Janem Valeriánem Jirsíkem v rodinné hrobce v kostele v Nových Hradech, 31. 5. 1904 byly ostatky vyzvednuty a 1. 6. za přítomnosti českobudějovického biskupa Martina Josefa Říhy uloženy do nové rodinné hrobky. | C. k. komoří, čestný rytíř Maltézského řádu, poslanec Českého zemského sněmu (1867, 1870–1872), dědičný člen Panské sněmovny rakouské Říšské rady (1861–1878), majitel fideikomisních statků Nové Dvory a Rožmberk a statku Přísečnice (1851–1878). Zemřel (údajně) na ochrnutí plic. |
| 1.       | 9.                      | Jiří Jan Jindřich Buquoy-Longueval                           | 2. 9. 1882 Baden-Baden                                                           | Marie Gabriela z Rottenhanu 16. 1. 1784 Vídeň – 21. 3. 1863 Praha                                                 | 30. 5. 1847 Praha: Žofie Tereza z Oettingen-Wallersteinu (č. 2)             | Pohřben 9. 9. 1882 českobudějovickým biskupem Janem Valeriánem Jirsíkem v rodinné hrobce v kostele v Nových Hradech, 31. 5. 1904 byly ostatky vyzvednuty a 1. 6. za přítomnosti českobudějovického biskupa Martina Josefa Říhy uloženy do nové rodinné hrobky. | C. k. komoří, čestný rytíř Maltézského řádu, poslanec Českého zemského sněmu (1867, 1870–1872), dědičný člen Panské sněmovny rakouské Říšské rady (1861–1878), majitel fideikomisních statků Nové Dvory a Rožmberk a statku Přísečnice (1851–1878). Zemřel (údajně) na ochrnutí plic. |
| 2.       | (9.)                    | Žofie Tereza z Oettingen-Oettingenu a Oettingen-Wallersteinu | 6. 1. 1829 Wallerstein                                                           | Bedřich Kraft z Oettingen-Oettingenu a Oettingen-Wallersteinu 16. 10. 1793 Wallerstein – 15. 11. 1842 Wallerstein | 30. 5. 1847 Praha: Jiří Jan Jindřich Buquoy-Longueval (č. 1)                | Pohřbena 3. 5. 1897 českobudějovickým biskupem Martinem Josefem Říhou na městském hřbitově v Nových Hradech, 31. 5. 1904 byla exhumována a 1. 6. opět za přítomnosti českobudějovického biskupa uložena do rodinné hrobky.                                     | Dáma Řádu hvězdového kříže (1857) a palácová dáma. Zemřela ve věku 68 let na chronický zánět ledvin. Narodily se jí následující děti: - 1. Jiří Bedřich (1853–1853) - 2. Karel Bonaventura (1854–1911; č. 4) - 3. Ferdinand Maria Jindřich (1856–1909; č. 3) - 4. Gabriela, provd. z Thun-Hohensteinu (1859–1934; č. 9) |
| 2.       | (9.)                    | Žofie Tereza z Oettingen-Oettingenu a Oettingen-Wallersteinu | 27. 4. 1897 Vídeň                                                                | Žofie z Fürstenbergu 28. 8. 1804 Vídeň – 4. 2. 1829 Praha                                                         | 30. 5. 1847 Praha: Jiří Jan Jindřich Buquoy-Longueval (č. 1)                | Pohřbena 3. 5. 1897 českobudějovickým biskupem Martinem Josefem Říhou na městském hřbitově v Nových Hradech, 31. 5. 1904 byla exhumována a 1. 6. opět za přítomnosti českobudějovického biskupa uložena do rodinné hrobky.                                     | Dáma Řádu hvězdového kříže (1857) a palácová dáma. Zemřela ve věku 68 let na chronický zánět ledvin. Narodily se jí následující děti: - 1. Jiří Bedřich (1853–1853) - 2. Karel Bonaventura (1854–1911; č. 4) - 3. Ferdinand Maria Jindřich (1856–1909; č. 3) - 4. Gabriela, provd. z Thun-Hohensteinu (1859–1934; č. 9) |
| 3.       | 10.                     | Ferdinand Maria Jindřich Buquoy-Longueval                    | 15. 9. 1856 (Vídeň-)Meidling                                                     | Jiří Jan Jindřich Buquoy-Longueval (č. 1)                                                                         | 30. 8. 1882 Baden u Vídně: Jindřiška (Henriette) z Cappy (č. 6)             | Pohřben 1. 10. 1909 v mauzoleu. | Ministr zemědělství Předlitavska (1904–1906). Majitel velkostatku Hauenštejn (1878–1909). Zemřel ve věku 53 let na Brightovu nemoc. |
| 3.       | 10.                     | Ferdinand Maria Jindřich Buquoy-Longueval                    | 27. 9. 1909 Šempeter pri Gorici, Slovinsko                                       | Žofie Tereza z Oettingen-Wallersteinu (č. 2)                                                                      | 30. 8. 1882 Baden u Vídně: Jindřiška (Henriette) z Cappy (č. 6)             | Pohřben 1. 10. 1909 v mauzoleu. | Ministr zemědělství Předlitavska (1904–1906). Majitel velkostatku Hauenštejn (1878–1909). Zemřel ve věku 53 let na Brightovu nemoc. |
| 4.       | 10.                     | Karel Bonaventura Buquoy-Longueval                           | 24. 9. 1854 (Vídeň-)Obermeidling                                                 | Jiří Jan Jindřich Buquoy-Longueval (č. 1)                                                                         | 1. 5. 1878 Praha: Philippine Czerninová z Chudenic (č. 10)                  | Pohřben 14. 8. 1911 v mauzoleu. | Zakladatel hrobky. C. k. komoří a tajný rada, rytíř rakouského Řádu zlatého rouna, rytíř rakouského Řádu železné koruny 1. třídy, poslanec Českého zemského sněmu (1885–1911), člen Panské sněmovny rakouské Říšské rady (1879–1911), prezident České lesnické jednoty (1904–1911), prezident Společnosti vlasteneckých přátel umění (1889–1911), majitel fideikomisních statků Nové Hrady a Rožmberk a statku Přísečnice (1878–1911). Zemřel ve věku 56 let. |
| 4.       | 10.                     | Karel Bonaventura Buquoy-Longueval                           | 9. 8. 1911 Vídeň, sanatorium Loew                                                | Žofie Tereza z Oettingen-Wallersteinu (č. 2)                                                                      | 1. 5. 1878 Praha: Philippine Czerninová z Chudenic (č. 10)                  | Pohřben 14. 8. 1911 v mauzoleu. | Zakladatel hrobky. C. k. komoří a tajný rada, rytíř rakouského Řádu zlatého rouna, rytíř rakouského Řádu železné koruny 1. třídy, poslanec Českého zemského sněmu (1885–1911), člen Panské sněmovny rakouské Říšské rady (1879–1911), prezident České lesnické jednoty (1904–1911), prezident Společnosti vlasteneckých přátel umění (1889–1911), majitel fideikomisních statků Nové Hrady a Rožmberk a statku Přísečnice (1878–1911). Zemřel ve věku 56 let. |
| 5.       |                         | Filip (Philipp) z Cappy                                      | 17. 9. 1860 Lovasberény, Uhersko                                                 | Jindřich z Cappy 5. 4. 1817 Opava – 19. 1. 1889 Vídeň                                                             |                                                                             | Pohřben 22. 3. 1922 v mauzoleu. | Hrabě, bratr Henriette z Cappy (č. 6), vrchní hofmistr arcivévodkyně Isabely a okresní hejtman. Zemřel ve věku 61 let na rozšíření tepen, ochrnutí srdce. |
| 5.       | 19. 3. 1922 Nové Hrady  | Filip (Philipp) z Cappy                                      | Julie Dezasse de Petit-Verneuil 7. 1. 1828 Bohunice – 1. 1. 1892 Gries bei Bozen | |                                                                             | Pohřben 22. 3. 1922 v mauzoleu. | Hrabě, bratr Henriette z Cappy (č. 6), vrchní hofmistr arcivévodkyně Isabely a okresní hejtman. Zemřel ve věku 61 let na rozšíření tepen, ochrnutí srdce. |
| 6.       | (10.)                   | Jindřiška (Henriette) z Cappy                                | 19. 1. 1857 Budín (Budapešť)                                                     | Jindřich z Cappy 5. 4. 1817 Opava – 19. 1. 1889 Vídeň                                                             | 30. 8. 1882 Baden u Vídně: Ferdinand Maria Jindřich Buquoy-Longueval (č. 3) | | Narodily se jí následující děti: - 1. Karl-Georg Heinrich (1885–1952) - 2. Therese Sophie (1888–1968) - 3. Heinrich Albert Joseph (1892–1959) - 4. Ferdinand Philipp Georg (1896–1975) |
| 6.       | (10.)                   | Jindřiška (Henriette) z Cappy                                | 13. 4. 1929 Nové Hrady                                                           | Julie Dezasse de Petit-Verneuil 7. 1. 1828 Bohunice – 1. 1. 1892 Gries bei Bozen                                  | 30. 8. 1882 Baden u Vídně: Ferdinand Maria Jindřich Buquoy-Longueval (č. 3) | | Narodily se jí následující děti: - 1. Karl-Georg Heinrich (1885–1952) - 2. Therese Sophie (1888–1968) - 3. Heinrich Albert Joseph (1892–1959) - 4. Ferdinand Philipp Georg (1896–1975) |
| 7.       | (10.)                   | Josef Filip z Thun-Hohensteinu (klášterecká linie)           | 27. 3. 1856 Praha                                                                | Zikmund Ignác z Thun-Hohensteinu 11. 6. 1827 Klášterec nad Ohří – 7. 9. 1897 Salcburk                             | 15. 6. 1881 Vídeň: Gabriela Buquoy-Longueval (č. 9)                         | Pohřben 14. 7. 1932 na hřbitově u mauzolea. | C. k. komoří a tajný rada, zemský prezident ve Slezsku. Zemřel ve věku 76 let na kornatění tepen (arteriosklerózu). |
| 7.       | (10.)                   | Josef Filip z Thun-Hohensteinu (klášterecká linie)           | 11. 7. 1932 Vídeň                                                                | Mathilde z Nostitz-Rienecku 29. 12. 1831 Praha – 17. 5. 1910 Salzburg                                             | 15. 6. 1881 Vídeň: Gabriela Buquoy-Longueval (č. 9)                         | Pohřben 14. 7. 1932 na hřbitově u mauzolea. | C. k. komoří a tajný rada, zemský prezident ve Slezsku. Zemřel ve věku 76 let na kornatění tepen (arteriosklerózu). |
| 8.       |                         | Constance z Cappy                                            | 12. 8. 1859 Lovasberény, Uhersko                                                 | Jindřich z Cappy 5. 4. 1817 Opava – 19. 1. 1889 Vídeň                                                             |                                                                             | Pohřbena 17. 10. 1933. | Hraběnka, sestra Henriette z Cappy (č. 6). Zemřela ve věku 75 let na diabetes mellitus. |
| 8.       | 14. 10. 1933 Nové Hrady | Constance z Cappy                                            | Julie Dezasse de Petit-Verneuil 7. 1. 1828 Bohunice – 1. 1. 1892 Gries bei Bozen | |                                                                             | Pohřbena 17. 10. 1933. | Hraběnka, sestra Henriette z Cappy (č. 6). Zemřela ve věku 75 let na diabetes mellitus. |
| 9.       | 10.                     | Gabriela Buquoy-Longueval                                    | 11. 11. 1859 Vídeň                                                               | Jiří Jan Jindřich Buquoy-Longueval (č. 1)                                                                         | 15. 6. 1881 Vídeň: Josef Filip z Thun-Hohensteinu (č. 7)                    | Pohřbena 24. 5. 1934 na hřbitově u mauzolea. | Zemřela ve věku 74 let na srdeční selhání. Narodily se jí následující děti: - 1. Mathilda (1882–1885) - 2. Karel Josef (1883–1961; pohřben na Komunálním hřbitově v Salcburku) - 3. Zikmund Karel (1890–1906; pohřben na Olšanských hřbitovech v Praze) |
| 9.       | 10.                     | Gabriela Buquoy-Longueval                                    | 20. 5. 1934 Vídeň                                                                | Žofie Tereza z Oettingen-Wallersteinu (č. 2)                                                                      | 15. 6. 1881 Vídeň: Josef Filip z Thun-Hohensteinu (č. 7)                    | Pohřbena 24. 5. 1934 na hřbitově u mauzolea. | Zemřela ve věku 74 let na srdeční selhání. Narodily se jí následující děti: - 1. Mathilda (1882–1885) - 2. Karel Josef (1883–1961; pohřben na Komunálním hřbitově v Salcburku) - 3. Zikmund Karel (1890–1906; pohřben na Olšanských hřbitovech v Praze) |
| 10.      | (10.)                   | Philippine Czerninová z Chudenic                             | 29. 11. 1858 Praha                                                               | Heřman Zdenko Czernin z Chudenic 20. 2. 1819 Vídeň – 2. 8. 1892 Drážďany                                          | 1. 5. 1878 Praha: Karel Bonaventura Buquoy-Longueval (č. 4)                 | Pohřbena 9. 8. 1937 v mauzoleu. | Zemřela ve věku 78 let na karcinom žaludku. Narodila se jí dcera: - Sophie Therese, provd. Westphalen zu Fürstenberg (1879–1945) |
| 10.      | (10.)                   | Philippine Czerninová z Chudenic                             | 6. 8. 1937 Rožmberk nad Vltavou                                                  | Marie Aloisie Morzinová 6. 5. 1832 Praha – 26. 7. 1907 Vrchlabí                                                   | 1. 5. 1878 Praha: Karel Bonaventura Buquoy-Longueval (č. 4)                 | Pohřbena 9. 8. 1937 v mauzoleu. | Zemřela ve věku 78 let na karcinom žaludku. Narodila se jí dcera: - Sophie Therese, provd. Westphalen zu Fürstenberg (1879–1945) |

### Příbuzenské vztahy pohřbených
Následující schéma znázorňuje příbuzenské vztahy. Červeně orámovaní byli pohřbeni v hrobce, arabské číslice odpovídají pořadí úmrtí podle předchozí tabulky. Vzhledem k účelu schématu se nejedná o kompletní rodokmen Buquoyů. Zeleně jsou vyznačeni manželé Gabriela Buquoy-Longueval (1859–1934) a Josef Filip z Thun-Hohensteinu (1856–1932), kteří mají náhrobek za hrobkou. Modře je vyznačen Karl Georg (Karel Jiří) Buquoy (1885–1952), poslední majitel velkostatku, kterému byl majetek zabaven v roce 1945.
|                                       |                                       |                                       |                                       |                                       |                                       |  |  |                                                   |                                                   |                                                   |                                                   |                                                   |                                                   |                                           |                                           |                                           |                                           |                                            |                                            | Jiří František August Buquoy-Longueval 1781–1851 | Jiří František August Buquoy-Longueval 1781–1851 | Jiří František August Buquoy-Longueval 1781–1851 | Jiří František August Buquoy-Longueval 1781–1851 | Jiří František August Buquoy-Longueval 1781–1851 | Jiří František August Buquoy-Longueval 1781–1851 |                                                 |                                                 |                                                        |                                                        |                                                        |                                                        | Marie Gabriela z Rottenhanu 1784–1863                  | Marie Gabriela z Rottenhanu 1784–1863                  | Marie Gabriela z Rottenhanu 1784–1863         | Marie Gabriela z Rottenhanu 1784–1863         | Marie Gabriela z Rottenhanu 1784–1863         | Marie Gabriela z Rottenhanu 1784–1863         |                                                    |                                                    |                                                    |                                                    |                                                    |                                                    |                                             |                                             |                                             |                                             |                                             |                                             |                                                     |                                                     |                                                     |                                                     |                                                     |                                                     |                                                 |                                                 |                                         |                                         |                                         |                                         |                                         |                                         |                                                |                                                |                                                |                                                |                                                |                                                |  |  |  |  |
|                                       |                                       |                                       |                                       |                                       |                                       |  |  |                                                   |                                                   |                                                   |                                                   |                                                   |                                                   |                                           |                                           |                                           |                                           |                                            |                                            | Jiří František August Buquoy-Longueval 1781–1851 | Jiří František August Buquoy-Longueval 1781–1851 | Jiří František August Buquoy-Longueval 1781–1851 | Jiří František August Buquoy-Longueval 1781–1851 | Jiří František August Buquoy-Longueval 1781–1851 | Jiří František August Buquoy-Longueval 1781–1851 |                                                 |                                                 |                                                        |                                                        |                                                        |                                                        | Marie Gabriela z Rottenhanu 1784–1863                  | Marie Gabriela z Rottenhanu 1784–1863                  | Marie Gabriela z Rottenhanu 1784–1863         | Marie Gabriela z Rottenhanu 1784–1863         | Marie Gabriela z Rottenhanu 1784–1863         | Marie Gabriela z Rottenhanu 1784–1863         |                                                    |                                                    |                                                    |                                                    |                                                    |                                                    |                                             |                                             |                                             |                                             |                                             |                                             |                                                     |                                                     |                                                     |                                                     |                                                     |                                                     |                                                 |                                                 |                                         |                                         |                                         |                                         |                                         |                                         |                                                |                                                |                                                |                                                |                                                |                                                |  |  |  |  |
|                                       |                                       |                                       |                                       |                                       |                                       |  |  |                                                   |                                                   |                                                   |                                                   |                                                   |                                                   |                                           |                                           |                                           |                                           |                                            |                                            |                                                  |                                                  |                                                  |                                                  |                                                  |                                                  |                                                 |                                                 |                                                        |                                                        |                                                        |                                                        |                                                        |                                                        |                                               |                                               |                                               |                                               |                                                    |                                                    |                                                    |                                                    |                                                    |                                                    |                                             |                                             |                                             |                                             |                                             |                                             |                                                     |                                                     |                                                     |                                                     |                                                     |                                                     |                                                 |                                                 |                                         |                                         |                                         |                                         |                                         |                                         |                                                |                                                |                                                |                                                |                                                |                                                |  |  |  |  |
|                                       |                                       |                                       |                                       |                                       |                                       |  |  |                                                   |                                                   |                                                   |                                                   |                                                   |                                                   |                                           |                                           |                                           |                                           |                                            |                                            |                                                  |                                                  |                                                  |                                                  |                                                  |                                                  |                                                 |                                                 |                                                        |                                                        |                                                        |                                                        |                                                        |                                                        |                                               |                                               |                                               |                                               |                                                    |                                                    |                                                    |                                                    |                                                    |                                                    |                                             |                                             |                                             |                                             |                                             |                                             |                                                     |                                                     |                                                     |                                                     |                                                     |                                                     |                                                 |                                                 |                                         |                                         |                                         |                                         |                                         |                                         |                                                |                                                |                                                |                                                |                                                |                                                |  |  |  |  |
| Jindřich z Cappy 1817–1889            | Jindřich z Cappy 1817–1889            | Jindřich z Cappy 1817–1889            | Jindřich z Cappy 1817–1889            | Jindřich z Cappy 1817–1889            | Jindřich z Cappy 1817–1889            |  |  |                                                   |                                                   |                                                   |                                                   | Julie Dezasse de Petit-Verneuil 1828–1892         | Julie Dezasse de Petit-Verneuil 1828–1892         | Julie Dezasse de Petit-Verneuil 1828–1892 | Julie Dezasse de Petit-Verneuil 1828–1892 | Julie Dezasse de Petit-Verneuil 1828–1892 | Julie Dezasse de Petit-Verneuil 1828–1892 |                                            |                                            |                                                  |                                                  |                                                  |                                                  |                                                  |                                                  | 1. Jiří Jan Jindřich Buquoy-Longueval 1814–1882 | 1. Jiří Jan Jindřich Buquoy-Longueval 1814–1882 | 1. Jiří Jan Jindřich Buquoy-Longueval 1814–1882        | 1. Jiří Jan Jindřich Buquoy-Longueval 1814–1882        | 1. Jiří Jan Jindřich Buquoy-Longueval 1814–1882        | 1. Jiří Jan Jindřich Buquoy-Longueval 1814–1882        |                                                        |                                                        |                                               |                                               |                                               |                                               | 2. Žofie Tereza z Oettingen-Wallersteinu 1829–1897 | 2. Žofie Tereza z Oettingen-Wallersteinu 1829–1897 | 2. Žofie Tereza z Oettingen-Wallersteinu 1829–1897 | 2. Žofie Tereza z Oettingen-Wallersteinu 1829–1897 | 2. Žofie Tereza z Oettingen-Wallersteinu 1829–1897 | 2. Žofie Tereza z Oettingen-Wallersteinu 1829–1897 |                                             |                                             |                                             |                                             |                                             |                                             |                                                     |                                                     |                                                     |                                                     |                                                     |                                                     |                                                 |                                                 |                                         |                                         |                                         |                                         |                                         |                                         |                                                |                                                |                                                |                                                |                                                |                                                |  |  |  |  |
| Jindřich z Cappy 1817–1889            | Jindřich z Cappy 1817–1889            | Jindřich z Cappy 1817–1889            | Jindřich z Cappy 1817–1889            | Jindřich z Cappy 1817–1889            | Jindřich z Cappy 1817–1889            |  |  |                                                   |                                                   |                                                   |                                                   | Julie Dezasse de Petit-Verneuil 1828–1892         | Julie Dezasse de Petit-Verneuil 1828–1892         | Julie Dezasse de Petit-Verneuil 1828–1892 | Julie Dezasse de Petit-Verneuil 1828–1892 | Julie Dezasse de Petit-Verneuil 1828–1892 | Julie Dezasse de Petit-Verneuil 1828–1892 |                                            |                                            |                                                  |                                                  |                                                  |                                                  |                                                  |                                                  | 1. Jiří Jan Jindřich Buquoy-Longueval 1814–1882 | 1. Jiří Jan Jindřich Buquoy-Longueval 1814–1882 | 1. Jiří Jan Jindřich Buquoy-Longueval 1814–1882        | 1. Jiří Jan Jindřich Buquoy-Longueval 1814–1882        | 1. Jiří Jan Jindřich Buquoy-Longueval 1814–1882        | 1. Jiří Jan Jindřich Buquoy-Longueval 1814–1882        |                                                        |                                                        |                                               |                                               |                                               |                                               | 2. Žofie Tereza z Oettingen-Wallersteinu 1829–1897 | 2. Žofie Tereza z Oettingen-Wallersteinu 1829–1897 | 2. Žofie Tereza z Oettingen-Wallersteinu 1829–1897 | 2. Žofie Tereza z Oettingen-Wallersteinu 1829–1897 | 2. Žofie Tereza z Oettingen-Wallersteinu 1829–1897 | 2. Žofie Tereza z Oettingen-Wallersteinu 1829–1897 |                                             |                                             |                                             |                                             |                                             |                                             |                                                     |                                                     |                                                     |                                                     |                                                     |                                                     |                                                 |                                                 |                                         |                                         |                                         |                                         |                                         |                                         |                                                |                                                |                                                |                                                |                                                |                                                |  |  |  |  |
|                                       |                                       |                                       |                                       |                                       |                                       |  |  |                                                   |                                                   |                                                   |                                                   |                                                   |                                                   |                                           |                                           |                                           |                                           |                                            |                                            |                                                  |                                                  |                                                  |                                                  |                                                  |                                                  |                                                 |                                                 |                                                        |                                                        |                                                        |                                                        |                                                        |                                                        |                                               |                                               |                                               |                                               |                                                    |                                                    |                                                    |                                                    |                                                    |                                                    |                                             |                                             |                                             |                                             |                                             |                                             |                                                     |                                                     |                                                     |                                                     |                                                     |                                                     |                                                 |                                                 |                                         |                                         |                                         |                                         |                                         |                                         |                                                |                                                |                                                |                                                |                                                |                                                |  |  |  |  |
|                                       |                                       |                                       |                                       |                                       |                                       |  |  |                                                   |                                                   |                                                   |                                                   |                                                   |                                                   |                                           |                                           |                                           |                                           |                                            |                                            |                                                  |                                                  |                                                  |                                                  |                                                  |                                                  |                                                 |                                                 |                                                        |                                                        |                                                        |                                                        |                                                        |                                                        |                                               |                                               |                                               |                                               |                                                    |                                                    |                                                    |                                                    |                                                    |                                                    |                                             |                                             |                                             |                                             |                                             |                                             |                                                     |                                                     |                                                     |                                                     |                                                     |                                                     |                                                 |                                                 |                                         |                                         |                                         |                                         |                                         |                                         |                                                |                                                |                                                |                                                |                                                |                                                |  |  |  |  |
| 8. Constance z Cappy 1859–1933        | 8. Constance z Cappy 1859–1933        | 8. Constance z Cappy 1859–1933        | 8. Constance z Cappy 1859–1933        | 8. Constance z Cappy 1859–1933        | 8. Constance z Cappy 1859–1933        |  |  | 5. Philipp z Cappy 1860–1922                      | 5. Philipp z Cappy 1860–1922                      | 5. Philipp z Cappy 1860–1922                      | 5. Philipp z Cappy 1860–1922                      | 5. Philipp z Cappy 1860–1922                      | 5. Philipp z Cappy 1860–1922                      |                                           |                                           | 6. Henriette z Cappy 1857–1929            | 6. Henriette z Cappy 1857–1929            | 6. Henriette z Cappy 1857–1929             | 6. Henriette z Cappy 1857–1929             | 6. Henriette z Cappy 1857–1929                   | 6. Henriette z Cappy 1857–1929                   |                                                  |                                                  |                                                  |                                                  |                                                 |                                                 | 3. Ferdinand Maria Jindřich Buquoy-Longueval 1856–1909 | 3. Ferdinand Maria Jindřich Buquoy-Longueval 1856–1909 | 3. Ferdinand Maria Jindřich Buquoy-Longueval 1856–1909 | 3. Ferdinand Maria Jindřich Buquoy-Longueval 1856–1909 | 3. Ferdinand Maria Jindřich Buquoy-Longueval 1856–1909 | 3. Ferdinand Maria Jindřich Buquoy-Longueval 1856–1909 |                                               |                                               | 9. Gabriela Buquoy-Longueval 1859–1934        | 9. Gabriela Buquoy-Longueval 1859–1934        | 9. Gabriela Buquoy-Longueval 1859–1934             | 9. Gabriela Buquoy-Longueval 1859–1934             | 9. Gabriela Buquoy-Longueval 1859–1934             | 9. Gabriela Buquoy-Longueval 1859–1934             |                                                    |                                                    | 7. Josef Filip z Thun-Hohensteinu 1856–1932 | 7. Josef Filip z Thun-Hohensteinu 1856–1932 | 7. Josef Filip z Thun-Hohensteinu 1856–1932 | 7. Josef Filip z Thun-Hohensteinu 1856–1932 | 7. Josef Filip z Thun-Hohensteinu 1856–1932 | 7. Josef Filip z Thun-Hohensteinu 1856–1932 |                                                     |                                                     | 4. Karel Bonaventura Buquoy-Longueval 1854–1911     | 4. Karel Bonaventura Buquoy-Longueval 1854–1911     | 4. Karel Bonaventura Buquoy-Longueval 1854–1911     | 4. Karel Bonaventura Buquoy-Longueval 1854–1911     | 4. Karel Bonaventura Buquoy-Longueval 1854–1911 | 4. Karel Bonaventura Buquoy-Longueval 1854–1911 |                                         |                                         |                                         |                                         |                                         |                                         | 10. Philippine Czerninová z Chudenic 1858–1937 | 10. Philippine Czerninová z Chudenic 1858–1937 | 10. Philippine Czerninová z Chudenic 1858–1937 | 10. Philippine Czerninová z Chudenic 1858–1937 | 10. Philippine Czerninová z Chudenic 1858–1937 | 10. Philippine Czerninová z Chudenic 1858–1937 |  |  |  |  |
| 8. Constance z Cappy 1859–1933        | 8. Constance z Cappy 1859–1933        | 8. Constance z Cappy 1859–1933        | 8. Constance z Cappy 1859–1933        | 8. Constance z Cappy 1859–1933        | 8. Constance z Cappy 1859–1933        |  |  | 5. Philipp z Cappy 1860–1922                      | 5. Philipp z Cappy 1860–1922                      | 5. Philipp z Cappy 1860–1922                      | 5. Philipp z Cappy 1860–1922                      | 5. Philipp z Cappy 1860–1922                      | 5. Philipp z Cappy 1860–1922                      |                                           |                                           | 6. Henriette z Cappy 1857–1929            | 6. Henriette z Cappy 1857–1929            | 6. Henriette z Cappy 1857–1929             | 6. Henriette z Cappy 1857–1929             | 6. Henriette z Cappy 1857–1929                   | 6. Henriette z Cappy 1857–1929                   |                                                  |                                                  |                                                  |                                                  |                                                 |                                                 | 3. Ferdinand Maria Jindřich Buquoy-Longueval 1856–1909 | 3. Ferdinand Maria Jindřich Buquoy-Longueval 1856–1909 | 3. Ferdinand Maria Jindřich Buquoy-Longueval 1856–1909 | 3. Ferdinand Maria Jindřich Buquoy-Longueval 1856–1909 | 3. Ferdinand Maria Jindřich Buquoy-Longueval 1856–1909 | 3. Ferdinand Maria Jindřich Buquoy-Longueval 1856–1909 |                                               |                                               | 9. Gabriela Buquoy-Longueval 1859–1934        | 9. Gabriela Buquoy-Longueval 1859–1934        | 9. Gabriela Buquoy-Longueval 1859–1934             | 9. Gabriela Buquoy-Longueval 1859–1934             | 9. Gabriela Buquoy-Longueval 1859–1934             | 9. Gabriela Buquoy-Longueval 1859–1934             |                                                    |                                                    | 7. Josef Filip z Thun-Hohensteinu 1856–1932 | 7. Josef Filip z Thun-Hohensteinu 1856–1932 | 7. Josef Filip z Thun-Hohensteinu 1856–1932 | 7. Josef Filip z Thun-Hohensteinu 1856–1932 | 7. Josef Filip z Thun-Hohensteinu 1856–1932 | 7. Josef Filip z Thun-Hohensteinu 1856–1932 |                                                     |                                                     | 4. Karel Bonaventura Buquoy-Longueval 1854–1911     | 4. Karel Bonaventura Buquoy-Longueval 1854–1911     | 4. Karel Bonaventura Buquoy-Longueval 1854–1911     | 4. Karel Bonaventura Buquoy-Longueval 1854–1911     | 4. Karel Bonaventura Buquoy-Longueval 1854–1911 | 4. Karel Bonaventura Buquoy-Longueval 1854–1911 |                                         |                                         |                                         |                                         |                                         |                                         | 10. Philippine Czerninová z Chudenic 1858–1937 | 10. Philippine Czerninová z Chudenic 1858–1937 | 10. Philippine Czerninová z Chudenic 1858–1937 | 10. Philippine Czerninová z Chudenic 1858–1937 | 10. Philippine Czerninová z Chudenic 1858–1937 | 10. Philippine Czerninová z Chudenic 1858–1937 |  |  |  |  |
|                                       |                                       |                                       |                                       |                                       |                                       |  |  |                                                   |                                                   |                                                   |                                                   |                                                   |                                                   |                                           |                                           |                                           |                                           |                                            |                                            |                                                  |                                                  |                                                  |                                                  |                                                  |                                                  |                                                 |                                                 |                                                        |                                                        |                                                        |                                                        |                                                        |                                                        |                                               |                                               |                                               |                                               |                                                    |                                                    |                                                    |                                                    |                                                    |                                                    |                                             |                                             |                                             |                                             |                                             |                                             |                                                     |                                                     |                                                     |                                                     |                                                     |                                                     |                                                 |                                                 |                                         |                                         |                                         |                                         |                                         |                                         |                                                |                                                |                                                |                                                |                                                |                                                |  |  |  |  |
|                                       |                                       |                                       |                                       |                                       |                                       |  |  |                                                   |                                                   |                                                   |                                                   |                                                   |                                                   |                                           |                                           |                                           |                                           |                                            |                                            |                                                  |                                                  |                                                  |                                                  |                                                  |                                                  |                                                 |                                                 |                                                        |                                                        |                                                        |                                                        |                                                        |                                                        |                                               |                                               |                                               |                                               |                                                    |                                                    |                                                    |                                                    |                                                    |                                                    |                                             |                                             |                                             |                                             |                                             |                                             |                                                     |                                                     |                                                     |                                                     |                                                     |                                                     |                                                 |                                                 |                                         |                                         |                                         |                                         |                                         |                                         |                                                |                                                |                                                |                                                |                                                |                                                |  |  |  |  |
| Karel Jiří Buquoy-Longueval 1885–1952 | Karel Jiří Buquoy-Longueval 1885–1952 | Karel Jiří Buquoy-Longueval 1885–1952 | Karel Jiří Buquoy-Longueval 1885–1952 | Karel Jiří Buquoy-Longueval 1885–1952 | Karel Jiří Buquoy-Longueval 1885–1952 |  |  | Marie Valerie Kinská z Vchynic a Tetova 1896–1963 | Marie Valerie Kinská z Vchynic a Tetova 1896–1963 | Marie Valerie Kinská z Vchynic a Tetova 1896–1963 | Marie Valerie Kinská z Vchynic a Tetova 1896–1963 | Marie Valerie Kinská z Vchynic a Tetova 1896–1963 | Marie Valerie Kinská z Vchynic a Tetova 1896–1963 |                                           |                                           |                                           |                                           | Jindřich Albert Buquoy-Longueval 1892–1959 | Jindřich Albert Buquoy-Longueval 1892–1959 | Jindřich Albert Buquoy-Longueval 1892–1959       | Jindřich Albert Buquoy-Longueval 1892–1959       | Jindřich Albert Buquoy-Longueval 1892–1959       | Jindřich Albert Buquoy-Longueval 1892–1959       |                                                  |                                                  | Maria Anna Korbová z Weidenheimu 1908–1975      | Maria Anna Korbová z Weidenheimu 1908–1975      | Maria Anna Korbová z Weidenheimu 1908–1975             | Maria Anna Korbová z Weidenheimu 1908–1975             | Maria Anna Korbová z Weidenheimu 1908–1975             | Maria Anna Korbová z Weidenheimu 1908–1975             |                                                        |                                                        | Ferdinand Filip Buquoy-Longueval 1896–1975    | Ferdinand Filip Buquoy-Longueval 1896–1975    | Ferdinand Filip Buquoy-Longueval 1896–1975    | Ferdinand Filip Buquoy-Longueval 1896–1975    | Ferdinand Filip Buquoy-Longueval 1896–1975         | Ferdinand Filip Buquoy-Longueval 1896–1975         |                                                    |                                                    | Tereza Žofie Buquoy-Longueval 1888–1968            | Tereza Žofie Buquoy-Longueval 1888–1968            | Tereza Žofie Buquoy-Longueval 1888–1968     | Tereza Žofie Buquoy-Longueval 1888–1968     | Tereza Žofie Buquoy-Longueval 1888–1968     | Tereza Žofie Buquoy-Longueval 1888–1968     |                                             |                                             | Clemens Ottokar Westphalen zu Fürstenberg 1864–1938 | Clemens Ottokar Westphalen zu Fürstenberg 1864–1938 | Clemens Ottokar Westphalen zu Fürstenberg 1864–1938 | Clemens Ottokar Westphalen zu Fürstenberg 1864–1938 | Clemens Ottokar Westphalen zu Fürstenberg 1864–1938 | Clemens Ottokar Westphalen zu Fürstenberg 1864–1938 |                                                 |                                                 | Žofie Tereza Buquoy-Longueval 1879–1945 | Žofie Tereza Buquoy-Longueval 1879–1945 | Žofie Tereza Buquoy-Longueval 1879–1945 | Žofie Tereza Buquoy-Longueval 1879–1945 | Žofie Tereza Buquoy-Longueval 1879–1945 | Žofie Tereza Buquoy-Longueval 1879–1945 |                                                |                                                |                                                |                                                |                                                |                                                |  |  |  |  |
| Karel Jiří Buquoy-Longueval 1885–1952 | Karel Jiří Buquoy-Longueval 1885–1952 | Karel Jiří Buquoy-Longueval 1885–1952 | Karel Jiří Buquoy-Longueval 1885–1952 | Karel Jiří Buquoy-Longueval 1885–1952 | Karel Jiří Buquoy-Longueval 1885–1952 |  |  | Marie Valerie Kinská z Vchynic a Tetova 1896–1963 | Marie Valerie Kinská z Vchynic a Tetova 1896–1963 | Marie Valerie Kinská z Vchynic a Tetova 1896–1963 | Marie Valerie Kinská z Vchynic a Tetova 1896–1963 | Marie Valerie Kinská z Vchynic a Tetova 1896–1963 | Marie Valerie Kinská z Vchynic a Tetova 1896–1963 |                                           |                                           |                                           |                                           | Jindřich Albert Buquoy-Longueval 1892–1959 | Jindřich Albert Buquoy-Longueval 1892–1959 | Jindřich Albert Buquoy-Longueval 1892–1959       | Jindřich Albert Buquoy-Longueval 1892–1959       | Jindřich Albert Buquoy-Longueval 1892–1959       | Jindřich Albert Buquoy-Longueval 1892–1959       |                                                  |                                                  | Maria Anna Korbová z Weidenheimu 1908–1975      | Maria Anna Korbová z Weidenheimu 1908–1975      | Maria Anna Korbová z Weidenheimu 1908–1975             | Maria Anna Korbová z Weidenheimu 1908–1975             | Maria Anna Korbová z Weidenheimu 1908–1975             | Maria Anna Korbová z Weidenheimu 1908–1975             |                                                        |                                                        | Ferdinand Filip Buquoy-Longueval 1896–1975    | Ferdinand Filip Buquoy-Longueval 1896–1975    | Ferdinand Filip Buquoy-Longueval 1896–1975    | Ferdinand Filip Buquoy-Longueval 1896–1975    | Ferdinand Filip Buquoy-Longueval 1896–1975         | Ferdinand Filip Buquoy-Longueval 1896–1975         |                                                    |                                                    | Tereza Žofie Buquoy-Longueval 1888–1968            | Tereza Žofie Buquoy-Longueval 1888–1968            | Tereza Žofie Buquoy-Longueval 1888–1968     | Tereza Žofie Buquoy-Longueval 1888–1968     | Tereza Žofie Buquoy-Longueval 1888–1968     | Tereza Žofie Buquoy-Longueval 1888–1968     |                                             |                                             | Clemens Ottokar Westphalen zu Fürstenberg 1864–1938 | Clemens Ottokar Westphalen zu Fürstenberg 1864–1938 | Clemens Ottokar Westphalen zu Fürstenberg 1864–1938 | Clemens Ottokar Westphalen zu Fürstenberg 1864–1938 | Clemens Ottokar Westphalen zu Fürstenberg 1864–1938 | Clemens Ottokar Westphalen zu Fürstenberg 1864–1938 |                                                 |                                                 | Žofie Tereza Buquoy-Longueval 1879–1945 | Žofie Tereza Buquoy-Longueval 1879–1945 | Žofie Tereza Buquoy-Longueval 1879–1945 | Žofie Tereza Buquoy-Longueval 1879–1945 | Žofie Tereza Buquoy-Longueval 1879–1945 | Žofie Tereza Buquoy-Longueval 1879–1945 |                                                |                                                |                                                |                                                |                                                |                                                |  |  |  |  |
|                                       |                                       |                                       |                                       |                                       |                                       |  |  |                                                   |                                                   |                                                   |                                                   |                                                   |                                                   |                                           |                                           |                                           |                                           |                                            |                                            |                                                  |                                                  |                                                  |                                                  |                                                  |                                                  |                                                 |                                                 |                                                        |                                                        |                                                        |                                                        |                                                        |                                                        |                                               |                                               |                                               |                                               |                                                    |                                                    |                                                    |                                                    |                                                    |                                                    |                                             |                                             |                                             |                                             |                                             |                                             |                                                     |                                                     |                                                     |                                                     |                                                     |                                                     |                                                 |                                                 |                                         |                                         |                                         |                                         |                                         |                                         |                                                |                                                |                                                |                                                |                                                |                                                |  |  |  |  |
|                                       |                                       |                                       |                                       |                                       |                                       |  |  |                                                   |                                                   |                                                   |                                                   |                                                   |                                                   |                                           |                                           |                                           |                                           |                                            |                                            |                                                  |                                                  |                                                  |                                                  |                                                  |                                                  |                                                 |                                                 |                                                        |                                                        |                                                        |                                                        |                                                        |                                                        |                                               |                                               |                                               |                                               |                                                    |                                                    |                                                    |                                                    |                                                    |                                                    |                                             |                                             |                                             |                                             |                                             |                                             |                                                     |                                                     |                                                     |                                                     |                                                     |                                                     |                                                 |                                                 |                                         |                                         |                                         |                                         |                                         |                                         |                                                |                                                |                                                |                                                |                                                |                                                |  |  |  |  |
| Ferdinand Karl Buquoy 1915–1986       | Ferdinand Karl Buquoy 1915–1986       | Ferdinand Karl Buquoy 1915–1986       | Ferdinand Karl Buquoy 1915–1986       | Ferdinand Karl Buquoy 1915–1986       | Ferdinand Karl Buquoy 1915–1986       |  |  | Charlotte Franziska Ledebur-Wicheln 1913–1994     | Charlotte Franziska Ledebur-Wicheln 1913–1994     | Charlotte Franziska Ledebur-Wicheln 1913–1994     | Charlotte Franziska Ledebur-Wicheln 1913–1994     | Charlotte Franziska Ledebur-Wicheln 1913–1994     | Charlotte Franziska Ledebur-Wicheln 1913–1994     |                                           |                                           | Johannes Adam Ledebur-Wicheln 1916–1945   | Johannes Adam Ledebur-Wicheln 1916–1945   | Johannes Adam Ledebur-Wicheln 1916–1945    | Johannes Adam Ledebur-Wicheln 1916–1945    | Johannes Adam Ledebur-Wicheln 1916–1945          | Johannes Adam Ledebur-Wicheln 1916–1945          |                                                  |                                                  | Henriette Marie Buquoy 1917–1967                 | Henriette Marie Buquoy 1917–1967                 | Henriette Marie Buquoy 1917–1967                | Henriette Marie Buquoy 1917–1967                | Henriette Marie Buquoy 1917–1967                       | Henriette Marie Buquoy 1917–1967                       |                                                        |                                                        | Wolfgang Kraft Öttingen-Wallerstein 1924–2001          | Wolfgang Kraft Öttingen-Wallerstein 1924–2001          | Wolfgang Kraft Öttingen-Wallerstein 1924–2001 | Wolfgang Kraft Öttingen-Wallerstein 1924–2001 | Wolfgang Kraft Öttingen-Wallerstein 1924–2001 | Wolfgang Kraft Öttingen-Wallerstein 1924–2001 |                                                    |                                                    | Karl Albert Buquoy 1918–1955                       | Karl Albert Buquoy 1918–1955                       | Karl Albert Buquoy 1918–1955                       | Karl Albert Buquoy 1918–1955                       | Karl Albert Buquoy 1918–1955                | Karl Albert Buquoy 1918–1955                |                                             |                                             | Johannes Ulrich Buquoy 1925–1943            | Johannes Ulrich Buquoy 1925–1943            | Johannes Ulrich Buquoy 1925–1943                    | Johannes Ulrich Buquoy 1925–1943                    | Johannes Ulrich Buquoy 1925–1943                    | Johannes Ulrich Buquoy 1925–1943                    |                                                     |                                                     | Rudolf Hubert Buquoy 1927–1995                  | Rudolf Hubert Buquoy 1927–1995                  | Rudolf Hubert Buquoy 1927–1995          | Rudolf Hubert Buquoy 1927–1995          | Rudolf Hubert Buquoy 1927–1995          | Rudolf Hubert Buquoy 1927–1995          |                                         |                                         | Hedwig Maria Galen * 1934                      | Hedwig Maria Galen * 1934                      | Hedwig Maria Galen * 1934                      | Hedwig Maria Galen * 1934                      | Hedwig Maria Galen * 1934                      | Hedwig Maria Galen * 1934                      |  |  |  |  |
| Ferdinand Karl Buquoy 1915–1986       | Ferdinand Karl Buquoy 1915–1986       | Ferdinand Karl Buquoy 1915–1986       | Ferdinand Karl Buquoy 1915–1986       | Ferdinand Karl Buquoy 1915–1986       | Ferdinand Karl Buquoy 1915–1986       |  |  | Charlotte Franziska Ledebur-Wicheln 1913–1994     | Charlotte Franziska Ledebur-Wicheln 1913–1994     | Charlotte Franziska Ledebur-Wicheln 1913–1994     | Charlotte Franziska Ledebur-Wicheln 1913–1994     | Charlotte Franziska Ledebur-Wicheln 1913–1994     | Charlotte Franziska Ledebur-Wicheln 1913–1994     |                                           |                                           | Johannes Adam Ledebur-Wicheln 1916–1945   | Johannes Adam Ledebur-Wicheln 1916–1945   | Johannes Adam Ledebur-Wicheln 1916–1945    | Johannes Adam Ledebur-Wicheln 1916–1945    | Johannes Adam Ledebur-Wicheln 1916–1945          | Johannes Adam Ledebur-Wicheln 1916–1945          |                                                  |                                                  | Henriette Marie Buquoy 1917–1967                 | Henriette Marie Buquoy 1917–1967                 | Henriette Marie Buquoy 1917–1967                | Henriette Marie Buquoy 1917–1967                | Henriette Marie Buquoy 1917–1967                       | Henriette Marie Buquoy 1917–1967                       |                                                        |                                                        | Wolfgang Kraft Öttingen-Wallerstein 1924–2001          | Wolfgang Kraft Öttingen-Wallerstein 1924–2001          | Wolfgang Kraft Öttingen-Wallerstein 1924–2001 | Wolfgang Kraft Öttingen-Wallerstein 1924–2001 | Wolfgang Kraft Öttingen-Wallerstein 1924–2001 | Wolfgang Kraft Öttingen-Wallerstein 1924–2001 |                                                    |                                                    | Karl Albert Buquoy 1918–1955                       | Karl Albert Buquoy 1918–1955                       | Karl Albert Buquoy 1918–1955                       | Karl Albert Buquoy 1918–1955                       | Karl Albert Buquoy 1918–1955                | Karl Albert Buquoy 1918–1955                |                                             |                                             | Johannes Ulrich Buquoy 1925–1943            | Johannes Ulrich Buquoy 1925–1943            | Johannes Ulrich Buquoy 1925–1943                    | Johannes Ulrich Buquoy 1925–1943                    | Johannes Ulrich Buquoy 1925–1943                    | Johannes Ulrich Buquoy 1925–1943                    |                                                     |                                                     | Rudolf Hubert Buquoy 1927–1995                  | Rudolf Hubert Buquoy 1927–1995                  | Rudolf Hubert Buquoy 1927–1995          | Rudolf Hubert Buquoy 1927–1995          | Rudolf Hubert Buquoy 1927–1995          | Rudolf Hubert Buquoy 1927–1995          |                                         |                                         | Hedwig Maria Galen * 1934                      | Hedwig Maria Galen * 1934                      | Hedwig Maria Galen * 1934                      | Hedwig Maria Galen * 1934                      | Hedwig Maria Galen * 1934                      | Hedwig Maria Galen * 1934                      |  |  |  |  |

### Podle uložení
Rakve byly původně uloženy v kryptě, rozložení rakví v kapli je následující:
| oltář |                                              |                                                                 |                                       |  |
|       | 6. Henriette z Cappy                         |                                                                 | 1. Jiří Jan Jindřich Buquoy-Longueval |  |
|       | 3. Ferdinand Maria Jindřich Buquoy-Longueval | 2. Žofie Tereza z Oettingen-Oettingenu a Oettingen-Wallersteinu |                                       |  |
|       | 5. Philipp z Cappy                           | 4. Karel Bonaventura Buquoy-Longueval                           |                                       |  |
|       | 8. Constance z Cappy                         | 10. Philippine Czerninová z Chudenic                            |                                       |  |
| vstup |                                              |                                                                 |                                       |  |